# 一分钟之屋

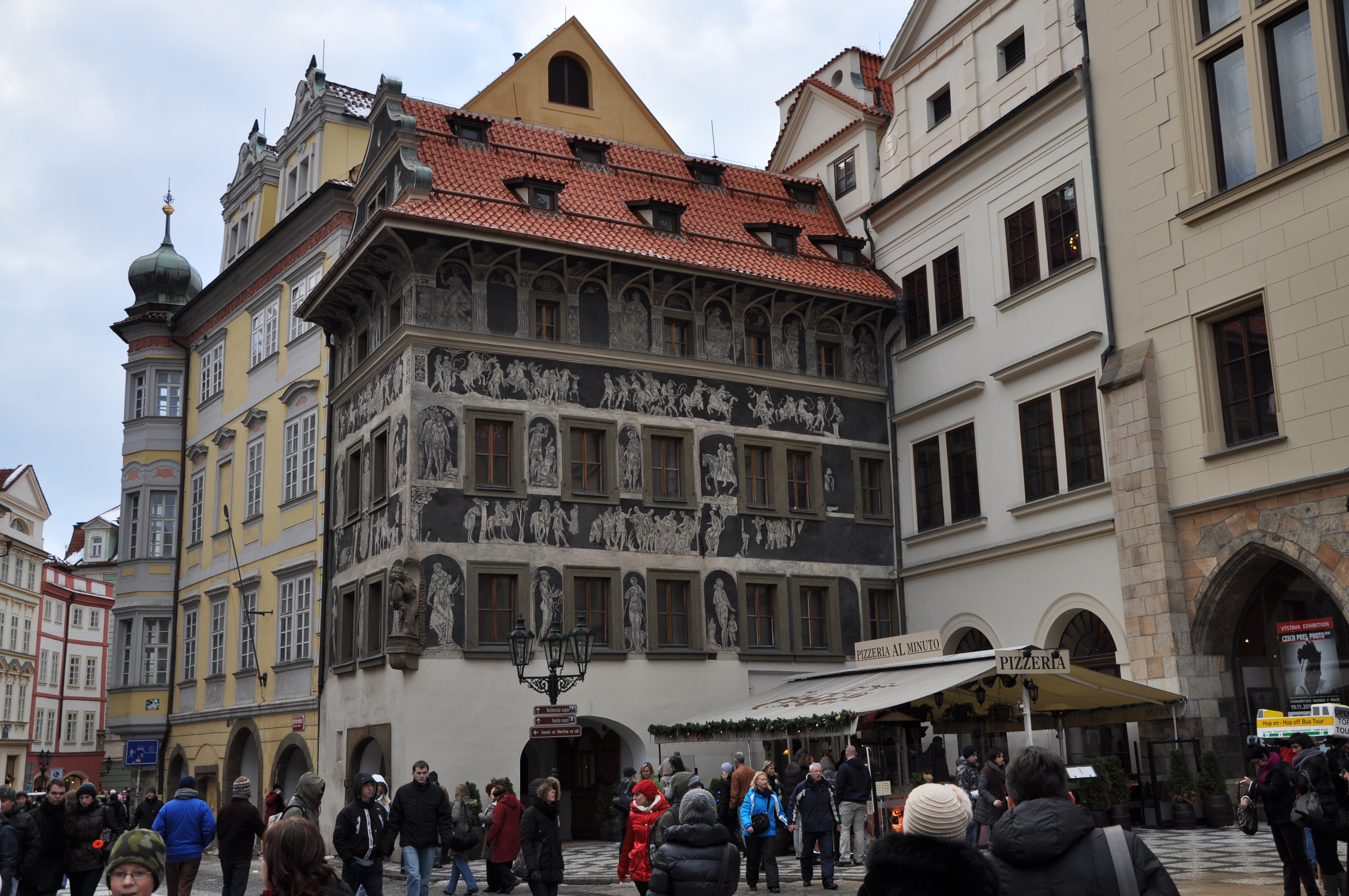
一分钟之屋

一分钟之屋（Dům U Minuty）位于布拉格老城广场3号，老市政厅旁。已被列为捷克共和国文化古迹加以保护。
这是一座晚期哥特式建筑，兴建于15世纪初，可能当时街道很窄，它还有一个小院子。在1430年，它与相邻的房子连接。
1889年–1896年，卡夫卡和他的父母曾居住于此。